# Gare de Beuvry (Pas-de-Calais)
Ne doit pas être confondu avec Gare de Beuvry-les-Orchies.
La gare de Beuvry (Pas-de-Calais) est une gare ferroviaire française de la ligne de Fives à Abbeville, située sur le territoire de la commune de Beuvry, dans le département du Pas-de-Calais, en région Hauts-de-France.
C'est une halte voyageurs de la Société nationale des chemins de fer français (SNCF), desservie par des trains TER Hauts-de-France.

## Situation ferroviaire
Établie à 21 mètres d'altitude, la gare de Beuvry (Pas-de-Calais) est située au point kilométrique (PK) 36,135 de la ligne de Fives à Abbeville, entre les gares de Cuinchy et de Béthune. Elle était auparavant le point de départ de la ligne de Beuvry à Béthune-Rivage, actuellement ouverte.

## Service des voyageurs

### Accueil
Halte SNCF, c'est un point d'arrêt non géré (PANG) à accès libre.

### Desserte
Beuvry (Pas-de-Calais) est desservie par des trains TER Hauts-de-France qui effectuent des missions entre les gares de Lille-Flandres et de Béthune ou de Saint-Pol-sur-Ternoise.

### Intermodalité
Un parking est situé à l'entrée de la halte.
La ligne de bus Tadao 10 dessert aussi la gare.